# Metius (månekrater)
Metius er et månekrater på Månens sydøstlige forside. I kraterets sydvestlige periferi sidder det sammen med det andet krater Fabricius. Metius er opkaldt efter hollandske astronom Adriaan Adriaanszoon, der gik under navnet Metius.
| Astronomi | Spire Denne artikel om astronomi er en spire som bør udbygges. Du er velkommen til at hjælpe Wikipedia ved at udvide den. |